# 안전 문화
안전 문화(Safety Culture)란 사업자나 개인이 작업 환경에서 '안전'이라는 목표에 도달하는 방식의 하나로써 "안전에 관하여 근로자들이 공유하는 태도나 신념, 인식, 가치관"을 통칭하는 개념이다. 즉 "우리가 안전을 일구는 방법"이라고 할 수 있다. 1986년 체르노빌 원자력 발전소 사고 이후 안전이라는 목표 달성에 있어 경영 및 인적 인자의 중요성이 인식되고 안전 문화의 개념이 제창된 이후로 이에 대한 큰 관심이 일어났다. 1988년 국제원자력기구의 국제원자력안전자문그룹(INSAG)이 체르노빌 원자력 사고에 대한 최초의 보고서 'Summary Report on the Post-Accident Review Meeting on the Chernobyl Accident'에서 이 단어를 처음 사용하면서 원자력 시설의 안전에 대한 조직과 개인의 특성, 태도의 집합체로써 이것이 원자력안전 확보의 대전제라는 견해를 제시하였다.